# 親衛隊第27師
親衛隊第27「蘭格馬克」志願擲彈兵師（佛拉芒第1師）（德語：27. SS-Freiwilligen-Grenadier-Division „Langemarck“ (flämische Nr. 1)）是納粹德國武裝親衛隊的一個步兵師，由佛拉芒志願者組成，多來自原「親衛隊佛拉芒外籍軍團」。1945年5月，該師於梅克倫堡向美軍投降。